# Kiranyi
Kiranyi ist ein Verwaltungsbezirk (Ward) des Distrikts Arusha DC in der tansanischen Region Arusha.

## Geografie
Kiranyi liegt im Norden von Tansania am Nordwestrand der Regionshauptstadt Arusha. Der Bezirk grenzt im Westen an die Bezirke Olorieni und Tarakwa, im Norden an den Bezirk Kimnyaki, im Osten an die Bezirke Ilkiding'a, Olturoto und Ilboru, im Südosten an Moivo und im Süden an die folgenden Bezirke des Distrikts Arusha (CC): Sekei, Kaloleni, Levolosi, Ngarenaro, Sakina und Elerai.
Die Grenze im Süden bildet die Nationalstraße T2, die hier Nairobi-Moshi Road genannt wird. Das wichtigste Gewässer ist der Ngarenaro, ein Nebenfluss des Themi.
Kiranyi hat eine Fläche von 7 Quadratkilometern. Bei der Volkszählung 2022 lebten hier 40.158 Menschen in 12.315 Haushalten, Kiranyi ist damit der bevölkerungsreichste Bezirk des Distrikts.

## Gliederung
Der Bezirk besteht aus vier Stadtteilen (Kitongoji):
- Kiranyi
- Siwandeti
- Ilkiurei
- Namayana

## Wirtschaft und Infrastruktur
- Bildung: Die Kiranyi Secondary School ist eine öffentliche Schule für Burschen und Mädchen mit einer Ausbildung bis zur 4. Stufe.[8]
- Gesundheit: In Kiranyi liegen zwei Apotheken, eine staatliche[9] und eine private.[10]